# Роджер Луц
Роджер Луц (на немски: Roger Lutz, роден на 15 юли 1964 в Линден (Пфалц)) е бивш германски футболист и настоящ футболен треньор.

## Спортна кариера
През 1988 г. Роджер Луц преминава от ФК Клаузен, където идва от Линден, в Кайзерслаутерн, където прекарва остатъка от състезателната си кариера като футболист до 2000 г. Футболистът прекарва ранните си години в учение, като получава диплома за строителен инженер, след което се завръща в клуба като аматьор и с такъв статут печели втората си титла през 1998 г. Заедно с брат си, Юрген Луц, и братовчед си, Кай Фатер, Луц днес притежава инженерна агенция.
Статистически погледнато защитникът е един от най-успелите играчи, носили екипа на Кайзерслаутерн. Луц печели на два пъти шампионската титла на Германия (1991 и 1998 г.) и Купата на Германия (1990 и 1996 г.) и така, заедно с Аксел Роос, има най-много отличия с червената фланелка. Футболистът приключва футболната си кариера в Люксембург в състава на Дюделанж. От 2002 до 2004 г. той е член на управителния съвет на Кайзерслаутерн.
От 2004 г. Роджер Луц тренира отборите на Дюделанж, Жонес Еш и Хауенщайн. От юни 2007 до февруари 2008 г. е помощник-треньор на Хетил Рекдал в Кайзерслаутерн. След уволнението на норвежеца асистентът запазва поста си под ръководството на Милан Шашич. От сезон 2008/09 Луц е технически директор на „червените дяволи“ и съвместява поста на помощник-треньор при Марко Курц за сезон 2009/10.

## Статистика
- Първа Бундеслига: 99 срещи (1 гол)
- Втора Бундеслига: 5 срещи